# Козма Етолийски
Козма Етолийски (на гръцки: Κοσμάς ο Αιτωλός) е свещеник на Вселенската патриаршия, народен будител и деец на Гръцкото просвещение от XVIII век.

## Агиография
Роден е в бедния планински край на Етолия е кръстен Констанс. Израства безпросветен и в бедност, тъй като в родния му край няма нито църкви, нито училища.
През 1743 г. се установява на Света гора, а с основаването на Атонската академия - постъпва в нея. Негов учител по древногръцки, теология и философия е Панайотис Паламас. След завършване на академията се усамотява в манастира Филотей, приемайки монашески обет с името Козма. Остава две години в манастира, след което през 1759 г. се мести в Цариград, където среща в лицето на вселенския патриарх Серафим II, родом от Делвина, съмишленик. Серафим ΙΙ го праща в Епир да проповядва Божието слово. В продължение на 16 години Козма Етолийски изнася проповеди предимно в Тракия, Македония и Тесалия, както и в Централна Гърция, Егейските острови и контролираните по това време от венецианците по това време Йонийски острови. Въпреки тези му мисионерства и скитания, неговата мисионерска деятелност е насочена основно към Епир, където основава повече от 100 училища.
Просвещенската дейност на Козма Етолийски се чувства повсеместно из османските предели и в началото на XIX век – от Влахия и Молдавия до Египетския еялет, Смирна и Корфу.  Освен това, Козма става много популярен в родния си влашки край на планините на Олимп, Пинд и Аграфа.
През 70-те години на XVIII век избухва поредната Руско-турска война в 1768 година и Козма още при пристигането си в Берат е арестуван като руски агент и обесен на 24 август 1779 г. в близкото село Коликантаси. Според легендата, задържането и наказанието му са заради ненависта към него на местните търговци – евреи, на които носел щети с проповедите си. Затова последните подкупили местния паша на Берат, след като го набедили за агент на руското имперско разузнаване.
Историята на Козма Етолийски се разчува повсеместно из османските владения. През 1813 г. Али паша Янински, опитвайки се да привлече на своя страна местните православни християни в противоборството му със султан Махмуд II, издига храм на светеца в близост до устието на река Семани, където бил гробът на светеца.
Козма Етолийски е много тачен и почитан от Албанската православна църква.